# 学校法人二松學舍
学校法人二松學舍（がっこうほうじんにしょうがくしゃ）は、日本の学校法人。1877年、三島中洲によって開かれた漢学塾を起源とする。2024年8月現在、1大学（2キャンパス）、2高等学校、1中学校を運営している。

## 舎訓
二松學舍にある『育英』の精神は、明治維新の最中、西洋文化の摂取に汲々としていた当時の日本の時節を憂えた三島が、東洋文化を学ぶことこそが日本の本来の姿を知りえるとして、『己ヲ修メ人ヲ治メ一世ニ有用ナル人物ヲ養成スル』ことで東洋学の確立と新時代を担う国家有為の人材の育成を目指したことにある。
夏目金之助の在籍当時の様子
当時の様子について夏目漱石は『落第』にて、「三島中洲先生の二松學舍へ転じたのであるが、其時分此処に居て今知られて居る人は京都大学の田島錦治、井上密などで、この間の戦争に露西亜へ捕虜になって行った内務省の小城なども居ったと思う。学舎の如きは実に不完全なもので、講堂などの汚なさと来たら今の人には迚も想像出来ない程だった。真黒になった腸の出た畳が敷いてあって机などは更にない。其処へ順序もなく坐り込んで講義を聞くのであったが、輪講の時などは恰度カルタでも取る様な工合にしてやったものである。輪講の順番を定めるには、竹筒の中へ細長い札の入って居るのを振って、生徒は其中から一本宛抜いてそれに書いてある番号で定めたものであるが、其番号は単に一二三とは書いてなくて、一東、二冬、三江、四支、五微、六魚、七虞、八斉、九佳、十灰と云った様に何処迄も漢学的であった。中には、一、二、三の数字を抜いて唯東、冬、江と韻許り書いてあるのもあって、虞を取れば七番、微を取れば五番ということが直に分るのだから、それで定めるのもあった。講義は朝の六時か七時頃から始めるので、往昔の寺子屋を其儘、学校らしい処などはちっともなかったが、其頃は又寄宿料等も極めて廉く――僕は家から通って居たけれど――慥か一カ月二円位だったと覚えて居る。元来僕は漢学が好で随分興味を有って漢籍は沢山読んだものである。今は英文学などをやって居るが、其頃は英語と来たら大嫌いで手に取るのも厭な様な気がした。」と述べている。
夏目漱石と三島中洲の弟子であり後に二松學舍の校長となる山田済斎は同年の1867年生まれで、ともに二松學舍で三島に学んでいる。第五高等学校で済斎は漢文科主任、漱石は英語科主任となった。

## 設置校

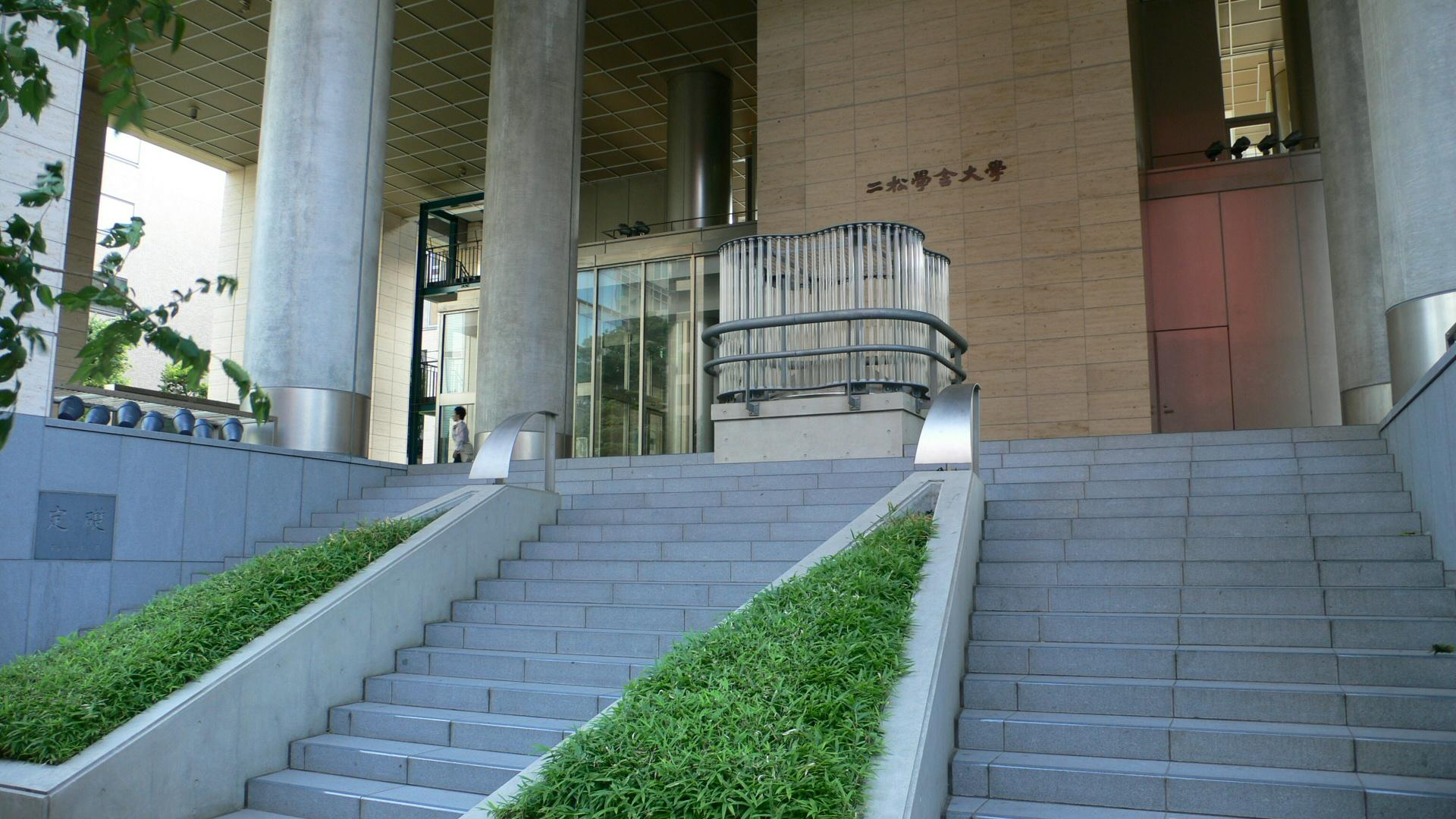
九段キャンパス

### 大学
- 二松學舍大学（九段、柏キャンパス）

### 高等学校
- 二松學舍大学附属高等学校
- 二松學舍大学附属柏高等学校

### 中学校
- 二松學舍大学附属柏中学校

## 沿革
- 1877年 - 三島中洲、漢学塾二松學舍を設立
- 1900年 - 国語科を併置
- 1909年 - 財団法人二松學舍寄附行為認可
- 1919年 - 渋沢栄一、舍長（理事長）に就任
- 1923年 - 出版部開設
- 1928年 - 二松學舍専門学校設置
- 1929年 - 卒業生に対して中等学校漢文科教員無試験検定資格認可
- 1932年 - 金子堅太郎、舍長（理事長）に就任
- 1945年 - 東京大空襲により校舎全焼
- 1948年 - 二松學舍高等学校設置
- 1949年 - 二松學舍専門学校、新制大学に移行、二松學舍大学文学部国文学科・中国文学科設置
- 1963年 - 吉田茂（元内閣総理大臣）、舍長に就任
- 1966年 - 二松學舍大学大学院文学研究科（中国学博士・修士課程、国文学修士課程）開設
- 1968年 - 二松學舍大学東洋学研究所設置
- 1969年 - 二松學舍大学附属沼南高等学校開設、那智佐伝、舍長に就任
- 1977年 - 二松學舍創立100周年記念式典挙行
- 1978年 - 二松學舍大学陽明学研究所設置
- 1982年 - 二松學舍大学沼南校舎開設
- 1986年 - 二松學舍大学大学院文学研究科（国文学博士課程）開設、浦野匡彦、舍長に就任
- 1991年 - 二松學舍大学国際政治経済学部国際政治経済学科設置
- 1995年 - 二松學舍大学大学院文学研究科昼夜開講制実施
- 1997年 - 大学基準協会に加盟（維持会員）
- 2001年 - 二松學舍大学大学院国際政治経済学研究科（国際政治経済学修士課程）開設
- 2002年 - 千代田校舎改築のため使用を停止。学部の授業を全学年柏沼南キャンパスにて行う。また、大学院文学研究科は、湯島仮校舎にて授業を行う。
- 2004年 - 二松學舍大学九段キャンパス完成

完成に伴い、大学院の湯島仮校舎の使用をやめる。また、文学部・国際政治経済学部の3・4年生の授業を九段校舎で行う。二松學舍大学東アジア学術総合研究所設置
- 2006年 - 大学院文学研究科国語教育プログラム開設
- 2007年 - 司書課程設置
- 2008年 - 学芸員課程設置
- 2011年 - 二松學舍大学附属沼南高等学校を二松學舍大学附属柏高等学校に改称。同時に二松學舍大学附属柏中学校を設置・開校。

## 二松學舍歴代舎長一覧
| 氏名       | 就任時期 | 略歴                               |
| ---------- | -------- | ---------------------------------- |
| 三島廣     | 1894年   | －                                 |
| 三島復     | 1907年   | －                                 |
| 渋沢栄一   | 1919年   | 実業家                             |
| 金子堅太郎 | 1932年   | 政治家                             |
| 吉田茂     | 1963年   | 第45、48、49、50、51第内閣総理大臣 |
| 那智佐伝   | 1969年   | －                                 |
| 浦野匡彦   | 1986年   | 日本遺族会副会長                   |

## 税制上の優遇措置

### 特定公益増進法人
- 本法人は、『私立学校法第3条に規定する学校法人で学校の設置若しくは学校及び専修学校若しくは各種学校の設置を主たる目的とするもの又は私立学校法第64条第4項の規定により設立された法人で専修学校若しくは各種学校の設置を主たる目的とするもの』として特定公益増進法人の交付を受けている法人である。そのため、寄附金の額に応じて個人・法人の所得から控除（個人は確定申告、法人は当該事業年度の損金算入による手続き）される税法上の優遇措置を受けられる。[2]

### 受配者指定寄附金
- 企業等の法人が日本私立学校振興・共済事業団を通じて指定する学校法人へ行う寄附制度。本制度を利用することで、寄附金を支出した事業年度に当該寄付金額を損金に算入することがでる税法上の優遇措置[3]を受けられる。

### 寄附講座寄附金
- 企業等の法人が寄附講座寄附金（提携/連携講座寄附金など）を開設した場合、法人税法により、寄付金を支出した事業年度に当該寄附金額を損金に算入し、税法上の優遇措置を受けられる。
- 個人が寄附講座寄附金（提携/連携講座寄附金など）を開設した場合、所得税法、住民税（地方税法）により、総所得金額から寄附金の額を控除することができ、税法上の優遇措置を受けられる。

### 現物寄附
- 租税特別措置法により、土地、建物、株などの有価証券等の現物寄附の「みなし譲渡所得（値上がり益等）」は非課税として控除される。[4][5]

### 遺贈
- 租税特別措置法により、遺贈を行った場合、相続税が非課税として控除される。[4][5]

## 関連文献
- 学校法人二松学舎 『二松学舎九十年史』 1967年
- 学校法人二松学舎 『二松学舎百年史』 1977年